# 韋諾姆庫格 (亞利桑那州)
韋諾姆庫格（英語：Vainom Kug）是位於美國亞利桑那州皮馬縣的一個非建制地區。該地的面積和人口皆未知。

## 地理
韋諾姆庫格的座標為32°02′48″N 112°03′28″W / 32.04667°N 112.05778°W，而該地的平均海拔高度為629米（即2064英尺）。